# Hattiesburg
Hattiesburg je město ve Spojených státech amerických. Nachází se převážně v okrese Forrest County ve státě Mississippi (menšina města leží v Lamar County). Ve městě žije přibližně 49 tisíc obyvatel a jeho rozloha činí 140,6 km². Je pátým nejlidnatějším městem ve státě Mississippi.
Město bylo založeno roku 1882 podnikatelem Williamem H. Hardym. Městem prochází Longleaf Trace. Hattiesburg je zároveň centrem regionu zvaného Pine Belt. Ve městě se nachází dvě univerzity, konkrétně University of Southern Mississippi a William Carey University. Jižně od města leží Camp Shelby. Město leží v oblasti s vlhkým subtropickým podnebím.

## Rodáci
- Van Dyke Parks (* 1941) – americký hudebník
- Barbara Ferrellová (* 1947) – americká atletka – sprinterka
- Taylor Spreitler (* 1993) – americká herečka
- Bobby Bryant (1934–1998) – americký trumpetista